# Datamaskincentralen för administrativ databehandling
Datamaskincentralen för administrativ databehandling (DAFA) var en svensk statlig myndighet för administrativ databehandling med Statskontoret som chefsmyndighet. Myndigheten var verksam under 1970- och 1980-talet.

## Historik
År 1950 inrättade Statistiska centralbyrån maskincentralen, senare benämnd datamaskincentralen, som en särskild avdelning. DAFA bildades efter riksdagsbeslut år 1970 genom att Statistiska centralbyråns datamaskincentral delades upp på två enheter för datamaskinservice. Enheten för administrativ databehandling gjordes till en särskild myndighet, datamaskincentralen för administrativ databehandling, DAFA.
DAFA var en del av Statskontoret fram till 1975 då det blev en självständig myndighet. Chefen för statskontoret fortsatte emellertid att vara ordförande i DAFA:s styrelse och statskontoret med datamaskinfonden ansvarade för anskaffningen av datamaskinutrustning till DAFA. År 1976 samlokaliserades DAFA med Statskontoret och Riksrevisionsverket i den nya administrationsbyggnaden på Lilla Essingen.
Regeringen fattade i slutet av 1985 ett principiellt beslut om bolagsbildning av DAFA. En organisationskommitté tillsattes för att närmare utreda formerna för bolagsbildningen och myndigheten DAFA avvecklades till budgetårsskiftet, 1 juli 1986.

## Uppgifter
Huvudmannaskap för statliga centrala basregister:
- Statens personadressregister (SPAR)
- Allmänna företagsregistret (BASUN)

Standardsystem för ekonomiadministration, personaladministration och informationsåtervinning. Bland annat:
- S (ekonomiredovisning)
- FACTS (bokföringssystem)
- Mercur (budgeterings och planeringssystem)
- SLÖR (löneuträkning) med försystem PIR
- IMDOC (dokumenthantering och diarieföring)
- ATMS (texthantering)
- STIS (studiestödets informationssystem)
- LIBRIS (forskningsbibliotekens informationssystem)[4]

## Kontor och filialer
Huvudkontoret låg i Stockholmsfilialen på Lilla Essingen i hela det kontorskomplex som ligger väster om Essingeleden, kvarteret Primus 1, där den gamla Primusfabriken låg. Det är planerat att detta kontorskomplex skall rivas och ett bostadsområde skall byggas. 
Gävlefilialen, som i huvudsak betjänat Centralnämnden för fastighetsdata,
lantmäteriverket, domstolsverket och delar av SLÖR, upphörde i samband med
bolagsbildningen. Filialens verksamhet överfördes dels till CFD, dels till driftenheten i Stockholm.
Man hade även filialer i Norrköping och Hallstavik.

## Bilder

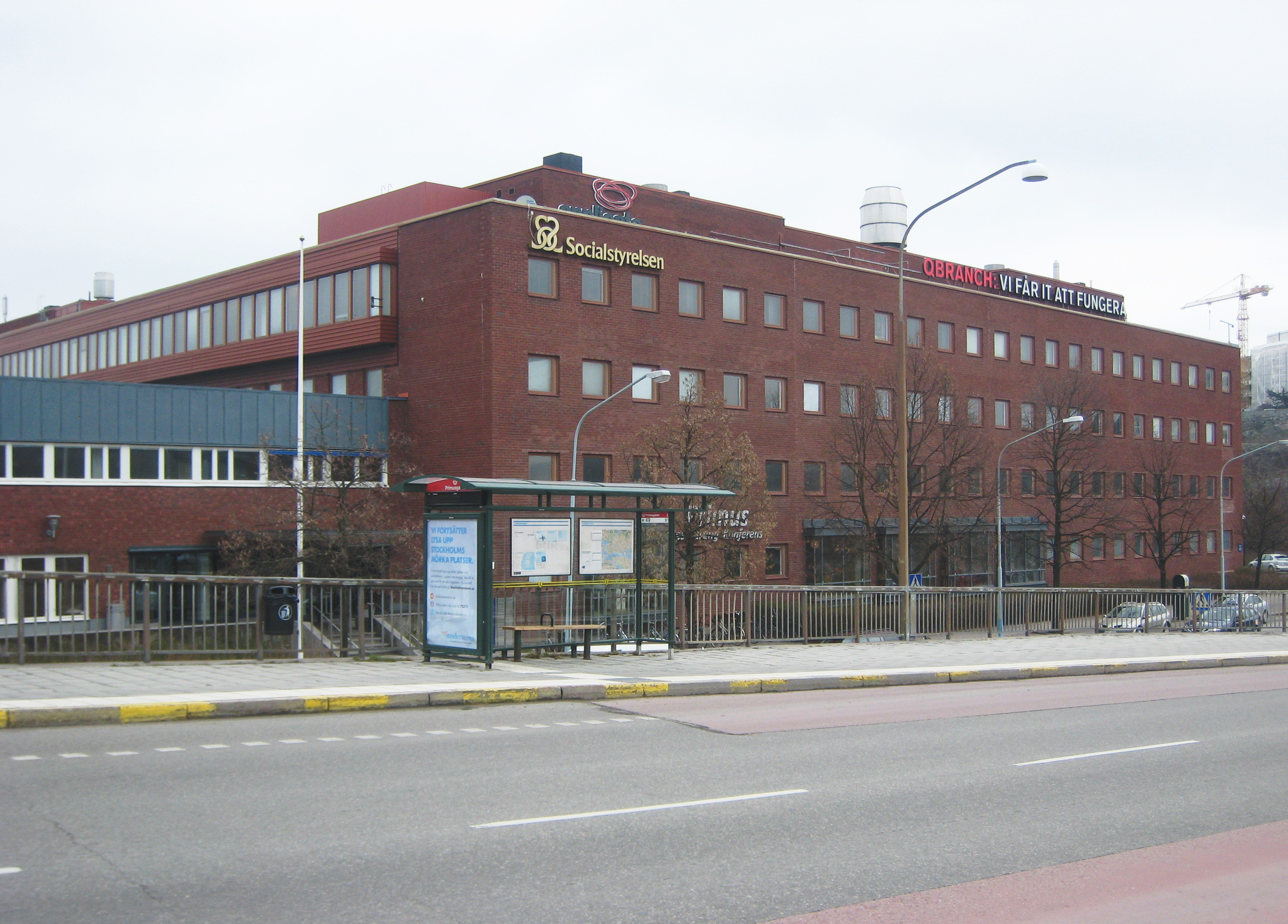
F.d. byggnaden för DAFA på Lilla Essingen